# Neville Gertze
Neville Melvin Gertze (* 5. August 1966 in Windhoek) ist ein namibischer Diplomat, der unter anderem Botschafter der Republik Namibia in Deutschland war und seit 2017 Ständiger Vertreter und Botschafter bei den Vereinten Nationen in New York City ist.

## Leben
Im Jahr 1990 war er zunächst Referent für Asien und den Pazifikraum sowie im Anschluss zwischen 1991 und 1995 Erster Sekretär an der Botschaft in den Vereinigten Staaten. Nach seiner Rückkehr war er von 1995 bis 1997 Persönlicher Assistent von Außenminister Theo-Ben Gurirab sowie im Anschluss zwischen 1997 und 2003 Botschaftsrat und Leiter der Handelsabteilung an der Botschaft in Südafrika.
Daraufhin fungierte er von 2003 bis 2008 als Hochkommissar in Malaysia mit Sitz in Kuala Lumpur und war zugleich auch als Botschafter auf den Philippinen und Thailand akkreditiert. Am 13. Januar 2009 wurde er Botschafter in Deutschland und verblieb dort bis 2015. Daneben war er seit dem 29. Mai 2009 außerdem Botschafter beim Heiligen Stuhl und zugleich als Botschafter in Polen sowie der Türkei akkreditiert. Nach seiner Rückkehr war er zwischen 2015 und 2017 Chef des Protokolls im Ministerium für internationale Beziehungen und Zusammenarbeit.
Im Jahr 2017 wurde er zum Ständigen Vertreter und Botschafter bei den Vereinten Nationen in New York City ernannt und übergab am 9. Januar 2017 sein Akkreditierungsschreiben an UN-Generalsekretär António Guterres.
Gertze ist verheiratet und Vater von zwei Kindern.